# Seznam narodnih herojev Jugoslavije (vojaške enote)
Seznam vojaških enot, ki so prejele odlikovanje narodnega heroja Jugoslavije.

## Seznam
- 1. proleterska brigada
- 2. proleterska brigada
- 3. proleterska brigada
- 4. proleterska črnogorska brigada
- 5. proleterska črnogorska brigada
- 6. proleterska vzhodno-bosanska brigada
- 10. hercegovaska brigada
- 1. liška proleterska brigada
- 2. liška proleterska brigada
- 1. vojvodinska brigada
- Drugi krajiški odred
- Spremni bataljon Vrhovnog štaba NOVJ
- Delovni bataljon Užiškega odreda
- Centralna bolnica NOVJ
- Partizanska bolnica na Petrovi gori